# Nacionalno prvenstvo ZDA 1881
Nacionalno prvenstvo ZDA 1881 v tenisu.

## Moški posamično
Richard D. Sears :  William E. Glyn  6-0 6-3 6-2

## Moške dvojice
Clarence Clark /  Fred Taylor :  Arthur Newbold /  Alexander Van Rensselaer, 6-5, 6-4, 6-5